# Tiger Suit
Tiger Suit es el tercer álbum de estudio de la cantautora escocesa KT Tunstall, a ser publicado el 27 de septiembre de 2010 en Reino Unido y el 5 de octubre de 2010 en Estados Unidos. 
La cantante escocesa ha declarado que este disco tiene un estilo al que ella ha denominado "techno natural", en el cual mezcla instrumentación orgánica con texturas electrónicas y bailables.
El título del álbum se debe a un sueño recurrente que tuvo Tunstall antes de descubrir que el año 2010 era el año del tigre, según el calendario en el horóscopo chino. En ese sueño, ella y su pequeño hermano ven a un tigre en el jardín de su casa y salen para acariciarlo. Ella rápidamente corre a su casa, inundada por el miedo de que el tigre pudo haberla matado. A través de los años, a ella se le ha ocurrido que el tigre respondió pasivamente a su caricia porque ella estaba vestida como tigre, llevando puesto un traje de tigre. 
A diferencia de sus dos álbumes anteriores, este es producido por Jim Abbiss.

## Lista de canciones
1. "Uummannaq Song" – 3:37 (Tunstall)
2. "Glamour Puss" – 3:19 (Tunstall, Greg Kurstin)
3. "Push That Knot Away" – 3:46 (Tunstall)
4. "Difficulty" – 4:59 (Tunstall)
5. "Fade Like a Shadow" – 3:28 (Tunstall)
6. "Lost" – 4:41 (Tunstall, Martin Terefe)
7. "Golden Frames" (feat. Seasick Steve) – 3:46 (Tunstall)
8. "Come On, Get In" – 3:40 (Tunstall, Terefe)
9. "(Still A) Weirdo" – 3:40 (Tunstall, Kurstin)
10. "Madame Trudeaux" – 3:18 (Tunstall, Linda Perry)
11. "The Entertainer" – 4:50 (Tunstall, Jimmy Hogarth)

### Pistas adicionales
1. "New York, I Love You But You're Bringing Me Down" - 4:49 (James Murphy, Pat Mahoney, Tyler Pope)
2. "It Doesn't Have to Be Like This (Baby)" - 3:09 (Tunstall)